# جسیکا دابلین
جسیکا دابلین (انگلیسی: Jessica Dublin؛ ۹ ژوئیه ۱۹۱۸ – ۲۱ ژوئیه ۲۰۱۲) بازیگر اهل ایالات متحده آمریکا بود.
از فیلم‌هایی که وی در آن نقش داشته‌است، می‌توان به ارتباط ایتالیایی، ساتیریکون فلینی، هنوز ترینیتی هستم، غروب خدایان، چنگک، مقتدر یونانی و بسیار لذت‌بخش، کاملاً مرده اشاره کرد.